# オークランズスタッド
オークランズスタッドは、オーストラリアクイーンズランド州ウンビラムにある競走馬の生産及び種牡馬の繋養を行う牧場である。

## 繋養種牡馬
- パワー（GB)
- Exosphere
- Prince Fawaz

## 過去の繋養種牡馬
- シレデウス
- ネオリアリズム(JPN・2019年〜)